# Mohamed Said Raihani

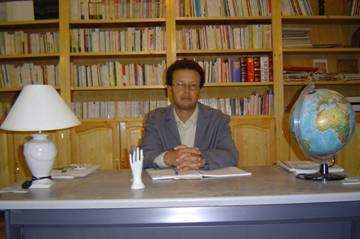
Mohamed Said Raihani.

Mohamed Saïd Raïhani (árabe : محمد سعيد الريحاني) es un traductor, novelista y cuentista marroquí nacido el 23 de diciembre de 1968 en Ksar el Kebir, al norte de Marruecos. Es miembro de la Unión de Escritores Marroquíes,posee un doctorado en Traducción de la Escuela Avanzada de Traducción King Fahd en Tánger / Marruecos, una maestría en Escritura Creativa (Literatura Inglesa) de la Universidad de Lancaster (Reino Unido), un segundo Máster en Traducción, Comunicación y Periodismo deKing Fahd Advanced School of Translation y una licenciatura en literatura inglesa de la Universidad Abdelmalek Essaadi en Tetuán / Marruecos.

## Primeros pasos hacia la escritura ficticia
En lo que respecta a la escritura, Mohamed Saïd Raïhani admite estar muy agradecido con "Composición", un período que le gustaba más en los años de la escuela primaria. En períodos de "Composición", se sintió plenamente libre para escribir a su antojo y, poco a poco, fue descubriendo su creciente inclinación hacia la escritura literaria. Sin embargo, la lectura de libros de grandes escritores le abrió los ojos de par en par hacia la literatura mundial.
Sus primeras lecturas fueron guiadas por series de televisión nocturnas que solía ver todas las noches. Así, Los Miserables de Victor Hugo fue quizás su primer libro de habla francesa que pudo haber elegido con sus propias manos a la edad de trece años. Así, a altas horas de la noche solía leer en papel los mismos episodios de la serie que había visto en televisión a principios de los años ochenta.

## Textos narrativos tempranos
"Enamorado" y "¡Ábrete, Sésamo!", son los primeros cuentos de Mohamed Saïd Raïhani escritos a finales de 1991, cuando tenía 23 años. "In Love" no se publicó hasta quince años después. Sin embargo, "¡Ábrete, Sésamo!", Se publicó el 9 de mayo de 1994 en uno de los mayores anexos literarios del Marruecos de los noventa, "Bayan Al Yawm Al-Thaqafi".
El tema central de "¡Ábrete, Sésamo!", se repite varias veces en los primeros cuentos de Mohamed Saïd Raïhani:  Flood "¡Ábrete, Sésamo!", sigue siendo "un cuento que invierte el sueño como técnica narrativa en un viaje del sueño individual al colectivo", escribió el escritor marroquí Mohamed Aslim en su prefacio a la primera colección de cuentos de Mohamed Saïd Raïhani "Esperando la mañana" publicada en 2003.

## Filosofía literaria
En 2003, Mohamed Saïd Raïhani escribió un cuento titulado "'Las tres llaves" (publicado en la colección "Temporada de migración a cualquier lugar", 2006). Este cuento, "Las tres claves", contiene su filosofía relacionada con la escritura de ficción. "Las Tres Llaves" defiende la libertad de expresión, incita al amor por la obra escrita y sueña con llegar al lector real. Es un deseo de reconciliar el texto con su naturaleza libre y salvaje:
"Cuando la libertad, dice Mohamed Saïd Raïhani en una entrevista con "Le Matin", un diario de habla francesa, será el trasfondo directo de la ficción, amará la historia y el sueño será la forma dominante de narración, solo entonces el relato corto habrá tomado un paso más amplio para emanciparse de las restricciones actuales. Sin embargo, los escritores deben darse cuenta de que la inmunidad no está necesariamente reservada a los diplomáticos, sino también a los escritores y artistas. Cuando los escritores se den cuenta de eso y crean en él, se encontrarán con la Libertad y Escribirán textos libres donde puedan soñar y amar hasta la última escoria".

## Obras literarias en árabe
Esperando la mañana ( relatos breves ) en 2003.
La temporada de migración a cualquier lugar ( relatos breves ) en 2006.
Muerte del autor ( relatos breves ) en 2010.
Un diálogo entre dos generaciones ( relatos breves ) en 2011 (en coautoría con Driss seghir).
El enemigo del sol, el payaso que resultó ser un monstruo ( novela ) en 2012.
Detrás de cada gran hombre, hay enanos ( relatos breves ) en 2012.
No a la violencia ( relatos breves ) en 2014.
Cincuenta cortos: tema de la libertad ( relatos breves ) en 2015

## Obras críticas en árabe
Las tres claves: una antología de la nueva historia corta marroquí (Vol. 1: "La clave del sueño"), 2006.
The Three Keys: An Anthology of Marroquí New Short Story (Vol. 2: "The Key to Love"), 2007.
The Three Keys: An Anthology of Marroquí New Short Story (Vol. 3: "The Key to Freedom"), 2008.

## Investigaciones periodísticas en árabe
Historia de la manipulación de concursos profesionales en Marruecos (Investigación periodística) Vol. 1 de 2009.
Historia de la manipulación de concursos profesionales en Marruecos (o Cartas al Ministro de Educación de Marruecos ) (Investigación periodística) Vol. 2 de 2011.
Autenticidad del eslogan de los medios árabes a través de la creación de una imagen de prensa (Caso del eslogan de Aljazeera, La opinión y la otra opinión ), 2015.

## Investigaciones onomásticas en árabe
The Singularity Will (un estudio semiótico sobre nombres) en 2001

## Obras traducidas al inglés
Esperando la mañana (relatos breves), Bloomington (Indiana / EE. UU.): Xlibris, 2013.

## Entrevistas recopiladas en libros publicados
Anas Filali, " Raihanyat " (Cuarenta entrevistas con Mohamed Said Raihani), Amman / Jordan: Sayel Publishing Co, primera edición, 2012.
Trabajo colectivo, " Con Raihani en su santuario " (Treinta entrevistas sobre cultura, arte y literatura con Mohamed Said Raihani), Tetuán / Marruecos: Maktabat Salma Al-Thaqafiah, 1ª edición, 2016.